# Emanuello Pannocchieschi d'Elci
Emanuello Pannocchieschi d'Elci (Siena, 10 febbraio 1875 – 1937) è stato un politico italiano.

## Biografia
Discendente della dinastia dei Pannocchieschi d'Elci, nacque il 10 febbraio 1875 da Achille Pannocchieschi d'Elci ed Elena Pucci Sansedoni, ed ebbe il titolo di conte. Conseguì la laurea in giurisprudenza. Nel 1918, alla fine della prima guerra mondiale, venne nominato commendatore della Corona d'Italia da re Vittorio Emanuele III.
Dal 1916 al 1920 fu sindaco di Siena. Tra i suoi maggiori contributi da primo cittadino, la realizzazione del quartiere San Prospero, all'esterno della fortezza medicea, un nuovo istituto scolastico, e gli allacci dell'acquedotto tra Siena e il monte Amiata.
Originario di Fontebranda, fu molto legato alla Nobile Contrada dell'Oca, della quale fu capitano dal 1897 al 1920, conquistando durante il suo mandato sei vittorie al Palio di Siena.